# Бодо фон Хадмерслебен
Бодо фон Хадмерслебен (на немски: Bodo von Hadmersleben; † 13 февруари 1280) е благородник, господар на Хадмерслебен в Саксония-Анхалт.

## Произход
Той е син на Ото фон Хадмерслебен 'Стари' († 1275/1276) и съпругата му Юта фон Бланкенбург († 1265), дъщеря на граф Зигфрид III фон Бланкенбург († сл. 1283) и графиня Мехтилд фон Волденберг († 1265/1269). Брат е на Ото III фон Хадмерслебен „Млади“ († 1280) и на Вернер I фон Хадмерслебен († сл. 1314), граф на Фридсбург, господар на Егелн. Той има незаконен брат Дитрих, каноник в Хадмерслебен.

## Фамилия
Бодо фон Хадмерслебен се жени за Ирмгард/Ерменгарда фон Байхлинген-Лора († сл. 28 септември 1280), дъщеря на граф Фридрих IV фон Байхлинген († 1275) и втората му съпруга Хердвиг/Хедевигис фон Хонщайн († 1294), дъщеря на граф Дитрих I фон Хонщайн († 1249) и Хедвиг фон Брена († сл. 1264). Те имат една дъщеря:
- Юта фон Хадмерслебен (* ок. 1265; † сл. 1347), омъжена сл. 29 юли 1306 г. в Щолберг за граф Хайнрих III фон Щолберг (* ок. 1242; † между 22 август 1329 и 29 август 1331)[2]

## Галерия
- Хадмерслебен, ок. 1650
- Кулата на замък Хадмерслебен